# 유어 시스터스 시스터
《유어 시스터스 시스터》(영어: Your Sister's Sister)는 2011년 공개된 미국의 코미디 드라마 영화이다.

## 줄거리
잭은 일 년 전 형제 톰이 사망했던 일로 여전히 힘들어하고 있다. 톰의 전 여자친구 아이리스는 잭이 마음을 추스릴 수 있도록 아버지 소유의 섬 오두막에게 지내게 주선한다. 오두막에는 아이리스의 언니인 레즈비언 해나가 먼저 와있었고, 잭과 해나는 술자리를 갖다가 관계를 맺고 만다. 
문제는 아이리스가 그간 잭을 좋아해왔고, 이를 몰랐던 해나는 아이가 갖고 싶어서 잭 몰래 콘돔에 구멍을 뚫어두었다는 것이다. 

## 출연
- 에밀리 블런트 - 아이리스 역
- 로즈마리 디윗 - 해나 역
- 마크 두플라스 - 잭 역
- 마이크 버비글리아 - 앨 역
- 저넷 마우스 - 톰의 친구 역

## 기타 제작진
- 공동 제작: 멜 에슬린, 메건 그리피스